# Ахшарумова Анна Марківна
Анна Марківна Ахшарумова (рос. Анна Марковна Ахшарумова; нар. 9 січня 1957, Москва) – американська шахістка російського походження, гросмейстер серед жінок від 1989 року.

## Шахова кар'єра
У 1976 і 1984 роках двічі вигравала чемпіонат СРСР. 1977 року перемогла на міжнародному турнірі в Будапешті, який проходив за круговою системою. У 1986 році разом з чоловіком, гросмейстером Борисом Гулько, емігрувала до Ізраїлю, потім до США (за збірну цієї країни виступає від 1986 року). 1987 року виграла золоту медаль чемпіонату США, вигравши всі 9 партій. 1996 року завоювала на цьому змаганні срібну медаль, а 1997-го – бронзову. На 1990 рік припадає найбільший міжнародний успіх, поділ 5-го місця (разом з Юлією Дьоміною) на міжзональному турнірі (частини циклу чемпіонату світу), який відбувся в Куала-Лумпурі. 
Представляла Сполучені Штати в командних турнірах, у тому числі: тричі на шахових олімпіадах (1988, 1990, 1996).
Найвищий Рейтинг Ело в кар'єрі мала станом на 1 липня 1988 року, досягнувши 2400 пунктів ділила тоді 9-10 місця (разом з Мартою Літинською) у світовому рейтинг-листі ФІДЕ. Починаючи з 1998 року не бере участі у турнірах ФІДЕ.

## Зміни рейтингу
| На цьому місці має відображатися графік чи діаграма, однак з технічних причин його відображення наразі вимкнено. Будь ласка, не видаляйте код, який викликає це повідомлення. Розробники вже працюють для того, щоби відновити штатне функціонування цього графіка або діаграми. | |
| | На цьому місці має відображатися графік чи діаграма, однак з технічних причин його відображення наразі вимкнено. Будь ласка, не видаляйте код, який викликає це повідомлення. Розробники вже працюють для того, щоби відновити штатне функціонування цього графіка або діаграми. |